# Luật lao động
Luật lao động  là lĩnh vực luật phổ biến nhất liên quan đến mối quan hệ giữa công đoàn, người sử dụng lao động và chính phủ.
Mặc dù sự phát triển của lĩnh vực này ở các khu vực tài phán khác nhau đã dẫn đến ý nghĩa cụ thể khác nhau của Luật lao động, nó thường được sử dụng để chỉ các bối cảnh việc làm có liên quan đến công đoàn, trong khi thuật ngữ việc làm thường được sử dụng cho nơi làm việc mối quan hệ pháp lý là trực tiếp giữa người sử dụng lao động và người lao động. Mặc dù trong một số khu vực tài phán, thuật ngữ này có thể được sử dụng để chỉ đến các luật lao động không liên quan đến công đoàn, nhưng nguồn gốc của thuật ngữ này không thể tách rời trong lịch sử và bắt đầu bằng các phong trào công đoàn lao động.
Ở cấp độ luật định, Luật Lao động liên quan đến việc thiết lập khung quan hệ lao động quy định về quan hệ công nghiệp có trật tự và hòa bình giữa người sử dụng lao động và người lao động có tổ chức, và thường bao gồm các quy tắc thành lập công đoàn, điều kiện theo đó công đoàn trở thành đại lý trung gian để thương lượng và đình công, quá trình đàm phán và các yếu tố cấu trúc khác sau đó cho phép người sử dụng lao động và công đoàn thương lượng thỏa thuận tập thể và điền vào phần còn lại cụ thể các quy tắc và điều kiện liên quan đến nơi làm việc. Luật Lao động phát sinh chủ yếu từ và trong bối cảnh luật pháp chung của Anh và các khu vực pháp lý liên quan, mà nó cũng được liên kết theo lịch sử khi công việc có lương bắt đầu trong Cách mạng Công nghiệp, và theo cách này, Luật lao động và các khái niệm liên quan đánh dấu sự khởi đầu từ truyền thống hợp đồng luật tồn tại trước đây cho quan hệ chủ-tớ đến thời điểm đó. Luật lao động không phải là luật điều chỉnh các tiêu chuẩn lao động tối thiểu trong hầu hết các khu vực pháp lý chung của Anh, nhưng là luật liên quan đến các quy tắc có nghĩa là cung cấp một khuôn khổ cho quan hệ lao động và thương lượng tập thể. Luật lao động, hoặc luật tiêu chuẩn việc làm, đề cập đến các quy định trong luật thời hiệu quy định các điều kiện tối thiểu liên quan đến việc làm của người dân, như tuổi lao động tối thiểu, lương tối thiểu theo giờ, v.v...

## Lịch sử
Sau khi hợp nhất các thành bang ở Assyria và Sumer thành một đế chế duy nhất do Sargon xứ Akkad cai trị từ thành phố quê nhà của ông vào khoảng năm 2334 TCN, Naram-Sin của Akkad (khoảng 2254–2218 TCN), cháu của Sargon, đã ban hành các tiêu chuẩn chung của Lưỡng Hà về chiều dài, diện tích, thể tích, khối lượng và thời gian. Những tiêu chuẩn này được các nghiệp đoàn thợ thủ công trong mỗi thành phố sử dụng và bao gồm cả tiêu chuẩn cho shekel. Điều luật 234 của Bộ luật Hammurabi (khoảng 1755–1750 TCN) quy định mức lương phổ biến là 2 shekel cho mỗi 60-gur (tương đương 300-giạ) đối với các tàu do một người đóng tàu và một chủ tàu ký kết trong một hợp đồng lao động.
Luật 275 quy định mức giá 3-gerah mỗi ngày cho dịch vụ phà trong hợp đồng thuê tàu giữa một người thuê tàu và một thuyền trưởng. Luật 276 quy định mức giá cước vận chuyển hàng hóa là 21⁄2-gerah mỗi ngày trong hợp đồng vận chuyển hàng hóa giữa người thuê tàu và thuyền trưởng, trong khi Luật 277 quy định mức giá cước vận chuyển là 1⁄6-shekel mỗi ngày cho một tàu có sức chứa 60-gur.
Năm 1816, một cuộc khai quật khảo cổ tại Minya, Ai Cập (dưới quyền một Eyalet của Đế quốc Ottoman) do các nhà khảo cổ tiến hành đã phát hiện một tấm bảng đất sét từ thời triều đại Nerva–Antonine tại tàn tích của Đền Antinous ở Antinoöpolis, Aegyptus. Tấm bảng này quy định các quy tắc và phí thành viên của một hiệp hội chôn cất collegium thành lập ở Lanuvium, Italia vào khoảng năm 133 SCN dưới triều đại của Hadrian (117–138) của Đế quốc La Mã.
Một collegium là bất kỳ hiệp hội nào ở La Mã cổ đại hoạt động như một pháp nhân. Sau khi thông qua Lex Julia dưới triều đại của Julius Caesar với tư cách là Chấp chính quan và Nhà độc tài của Cộng hòa La Mã (49–44 TCN), và được tái khẳng định dưới triều đại của Caesar Augustus với tư cách là Princeps senatus và Imperator của Quân đội La Mã (27 TCN–14 SCN), collegia yêu cầu sự chấp thuận của Thượng viện La Mã hoặc Hoàng đế để được công nhận như những thực thể pháp lý. Những tàn tích tại Lambaesis do các nhà khảo cổ phát hiện cho thấy các binh lính Quân đội La Mã và các thủy thủ của Hải quân La Mã đã thành lập các hiệp hội chôn cất dưới triều đại của Septimius Severus (193–211) vào năm 198 SCN.
Tháng 9 năm 2011, các cuộc điều tra khảo cổ do các nhà nghiên cứu tiến hành tại địa điểm cảng nhân tạo Portus ở Rome đã tiết lộ những dòng chữ khắc trong một xưởng đóng tàu do xây dựng dưới triều đại của Trajan (98–117), cho thấy sự tồn tại của một nghiệp đoàn thợ đóng tàu. Cảng La Ostia của Rome chứa một tòa nhà hội của corpus naviculariorum, một collegium của các thủy thủ thương gia. Collegium cũng bao gồm các hội huynh đệ của các thầy tu La Mã chịu trách nhiệm giám sát các nghi lễ tế thần, thực hành bói toán, giữ gìn các sách thánh, tổ chức các lễ hội, và duy trì các tín ngưỡng tôn giáo cụ thể.
Luật lao động phát sinh song song với Cách mạng công nghiệp khi mối quan hệ giữa người lao động và người sử dụng lao động chuyển từ các xưởng sản xuất quy mô nhỏ sang các nhà máy quy mô lớn. Người lao động yêu cầu điều kiện làm việc tốt hơn và quyền gia nhập công đoàn, trong khi người sử dụng lao động mong muốn có một lực lượng lao động ổn định, linh hoạt và ít tốn kém hơn. Tình trạng của luật lao động tại bất kỳ thời điểm nào đều phản ánh và là một phần của các cuộc đấu tranh giữa các lực lượng xã hội khác nhau.
Khi Anh trở thành quốc gia đầu tiên công nghiệp hóa, quốc gia này cũng phải đối mặt với những hệ quả thường kinh khủng của cuộc cách mạng công nghiệp trong một khung kinh tế ít được điều chỉnh. Trong suốt cuối thế kỷ 18 và đầu đến giữa thế kỷ 19, nền tảng cho luật lao động hiện đại dần dần hình thành, khi một số khía cạnh tồi tệ hơn của điều kiện làm việc được cải thiện thông qua luật pháp. Điều này đạt được phần lớn nhờ vào áp lực đồng lòng từ các nhà cải cách xã hội, đặc biệt là Anthony Ashley-Cooper, Bá tước thứ 7 của Shaftesbury và những người khác.